# 吴素

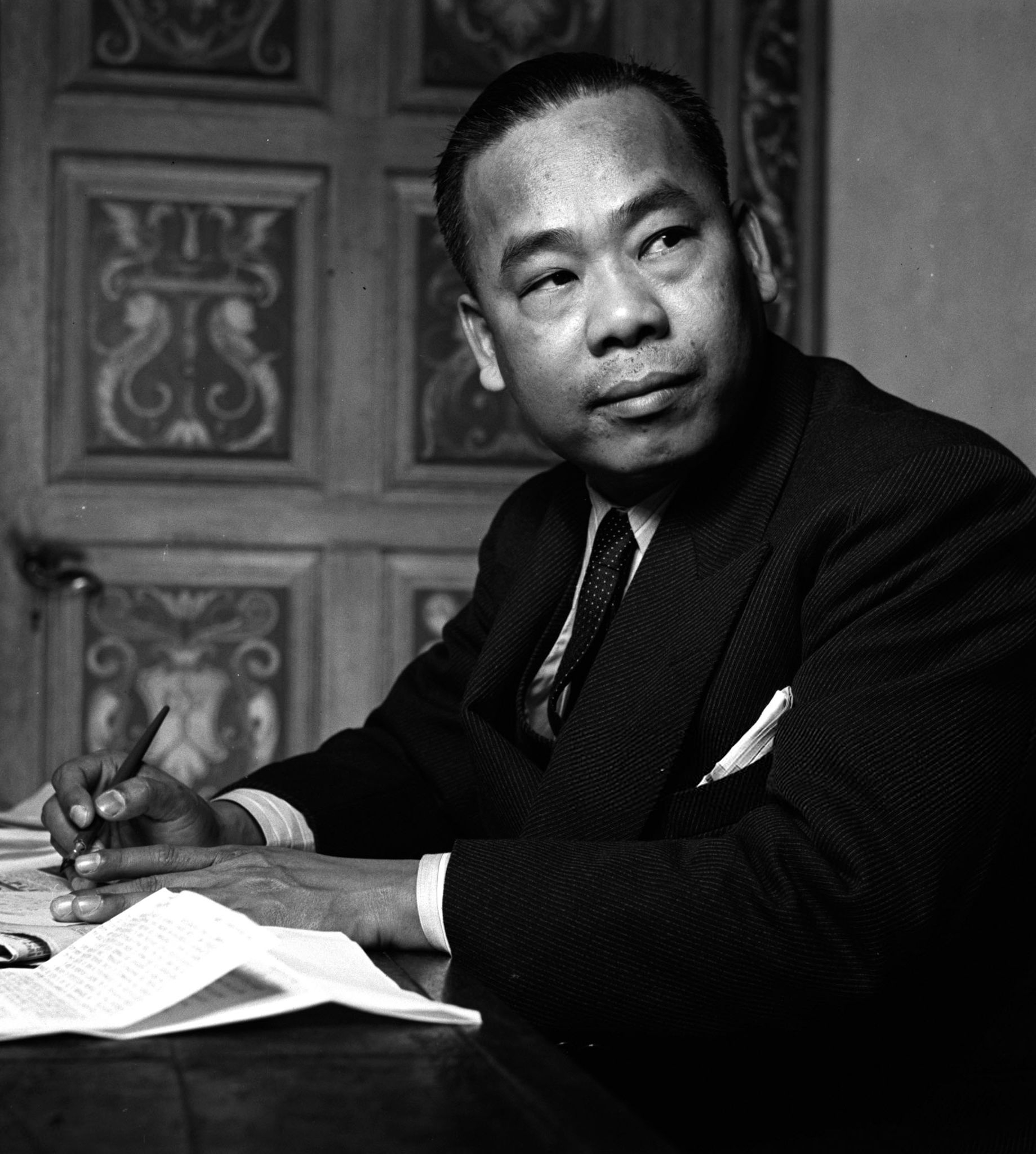
摄于1941年

素，一般被尊称为吴素（緬甸語： 或 發音：[ɡəlòʊɴ ʔú sɔ́]，; 1900年—1948年5月8日），英属缅甸总理，曾密谋暗杀抵抗运动领袖昂山。
与其他缅甸政要不同，吴素未受过大学教育，却有律师执照，曾为1930年—1932年农民暴动领袖沙耶山做过辩护。曾任《太阳报》（Thuriya）主编，1935年访问日本，获得深刻印象。他想按照日本的模式重建缅甸。1938年创建爱国党，组织纳粹式的“迦卢荼军”。1939年协助策划推翻总理巴莫。1940—1942年任总理。1941年在伦敦谈判自治领地位失败后，曾到里斯本与日本人秘密谈判。1942年1月在海法被英国人逮捕，二战期间一直被拘留在乌干达。1945年回国，在仰光重建爱国党，成为昂山领导的反法西斯人民自由同盟（AFPFL）的主要反对派。曾和翁山一起去伦敦，与英国首相艾德礼谈判。但他拒绝在给予缅甸独立的1947年1月27日协议上签字，理由是昂山对英国人让步太多。他号召抵制4月9日大选，但人民自由同盟最终取得决定性胜利。1947年7月19日，他派遣枪手刺杀昂山和新政府的几个部长。1948年5月8日以犯有谋杀罪在永盛监狱被处决（绞死）。